# Tahar Tamsamani
Tahar Tamsamani (født 10. september 1980) er en marrokansk amatørbokser, som konkurrerer i vægtklassen letvægt. Tamsamani fik sin olympiske debut da han repræsenterede Marokko under Sommer-OL 2000, hvor han vandt en bronzemedalje. Han repræsenterede også Marokko under Sommer-OL 2004 og Marokko under Sommer-OL 2008, hvor han begge gange blev slået ud i første runde. Han vandt også afrikamesterskabet i boksning i 2003.